# Bourguyia
Bourguyia is een geslacht van hooiwagens uit de familie Gonyleptidae.
De wetenschappelijke naam Bourguyia is voor het eerst geldig gepubliceerd door Mello-Leitão in 1923. 

## Soorten
Bourguyia omvat de volgende 6 soorten:
- Bourguyia albiornata
- Bourguyia bocaina
- Bourguyia laevibunus
- Bourguyia maculata
- Bourguyia trochanteralis
- Bourguyia vinosa

--
- Bourguyia amarali (= Bourguyia albiornata)
- Bourguyia hamatus (= Bourguyia trochanteralis)